# Romerske hær
Den romerske hær (latin: exercitus Romanus) betegner Romerrigets militære styrker gennem hele antikken og dets middelalderlige fortsættelse. Det gælder perioden for det Romerske Kongerige (753 f.Kr. – 509 f.Kr.), den Romerske Republik (509 f.Kr. – 27 f.Kr.), Romerske Kejserrige (27 f.Kr. – 476 e.Kr.), og afsluttende med dets middelalderlige forsættelse, det Østromerske Rige (395 f.Kr. – 1453 e.Kr.). 
Det er derfor en betegnelse, der bruges til at henvise til forskellige hære fra forskellige tidsperioder. Disse tidsperioder strakte sig i alt over cirka 2.205 år (753 f.Kr. – 1453 e.Kr.), hvor de romerske væbnede styrker gennemgik adskillige ændringer i forhold til størrelse, sammensætning, organisation, udstyr og taktik, mens de dog samtidig bevarede en kerne af vedvarende traditioner.

## Tidlig romersk hær (ca. 550 til ca. 300 f.Kr.)
Indtil ca. 550 f.Kr. var der ikke nogen "national" romersk hær, men en række klanbaserede krigsgrupper, som kun blive forenet til én samlet styrke i perioder med alvorlig ydre trussel. Omkring 550 f.Kr., i den periode, der konventionelt er kendt som kong Servius Tullius' regeringstid, ser det ud til, at der blev indført en universel indkaldelse af egnede voksne mandlige borgere. Denne udvikling faldt tilsyneladende sammen med introduktionen af tung rustning for det meste af infanteriet. Selvom antallet oprindeligt var lavt, var det romerske infanteri ekstremt effektivt og udviklede nogle indflydelsesrige kampstrategier.
Den tidlige romerske hær var baseret på en obligatorisk udskrivning af voksne mandlige borgere, som blev afholdt i starten af hver kampagnesæson, i de år hvor der blev erklæret krig. Der var ingen faste eller professionelle styrker. Under kongeriget (til ca. 500 f.Kr.) bestod den normale udskrivning sandsynligvis af 9.000 mand; bestående af 6.000 tungt bevæbnede infanterisoldater (sandsynligvis hoplitter i græsk stil),  2.400 let-bevæbnede infanterisoldater (rorarii, senere kaldet velitter) og 600 let kavaleri (equites celeres). Da kongerne blev erstattet af to årligt valgte prætorer i ca. 500 f.Kr. forblev den normale udskrivning af samme størrelse, men blev nu ligeligt fordelt mellem prætorerne, der hver kommanderede en legion på 4.500 mand.
Det er sandsynligt, at hoplit-elementet blev udrustet i en græsk-stil i falanks-formation. Dog var disse relativt sjældne, da de fleste kampe bestod af små grænseangreb og træfninger. Her ville romerne kæmpe i deres grundlæggende taktiske enhed, centurie, på 100 mand. Derudover eksisterede separate klanbaserede styrker indtil ca. 450 f.Kr., selvom de ville operere under prætorernes myndighed – i det mindste nominelt.
I 493 f.Kr., kort efter etableringen af den romerske republik, indgik Rom en traktat om militær alliance (Foedus Cassianum) med de andre latinske bystater. Traktaten – sandsynligvis motiveret af latinernes behov for at have et forenet forsvar mod indtrængen fra tilstødende bakkestammer – foreskrev, at hver part skulle stille en lige stor styrke til rådighed for fælles militære kampagner under en forenet kommando. Den forblev i kraft indtil 358 f.Kr.

## Den romerske hær i den midterste republikperiode (ca. 300 – 107 f.Kr.)
Det centrale kendetegn ved dom senere historikere ville tilskriveen romerske hær i den midterste republikperiode – eller den polybiske hær – var den omskiftlige organisation af dens kamplinje. I stedet for en enkelt, stor masse (falanks). som i den tidlige romerske hær, arrangerede romerne sig nu i tre linjer bestående af små enheder (manipel) på 120 mand, der var opstillet på en skakbrætmåde, hvilket gav meget større taktisk styrke og fleksibilitet. Denne struktur blev sandsynligvis introduceret ca. 300 f.Kr. under Samnitterkrigene.  Det er også sandsynligt, at den regelmæssige ledsagelse af hver legion af en ikke-romersk formation af næsten samme størrelse, en ala, stammer fra samme periode. Disse alae blev rekrutteret fra Roms italienske allierede eller socii. Sidstnævnte var omkring 150 autonome stater, som var forpligtet af en traktat om evig militær alliance med Rom. Deres eneste forpligtelse var at levere et bestemt antal fuldt udstyrede tropper til den romerske hær efter anmodning.
Den anden puniske krig (218-201 f.Kr.) så tilføjelsen af et tredje element til den eksisterende romerske/italienske struktur: ikke-italienske lejesoldater med specialistfærdigheder, der manglede i legionerne og alae: Numidianske let kavaleri, kretensiske bueskytter og baleariske slynge-tropper. Fra dette tidspunkt ledsagede disse enheder altid de romerske hære.
Den republikanske hær i denne periode – ligesom forgængerne – opretholdte ikke en stående eller professionelle militærstyrker. Derimod bestod hæren af obligatorisk værnepligtige, hvor antallet var bestemt af behovet for felttog i et givet år. Herefter blev hæren opløst igen (dog kunne enheder holdes samlet over vinteren under store krige). Standardudskrivningen blev fordoblet under Samniterkrigene til fire legioner (to per konsul). Det udgjorde i alt cirka 18.000 romerske soldater og fire allierede alae af tilsvarende størrelse. Tjeneste i legionerne var forbeholdt romerske borgere, der ejede jord i alderen 16-46 år – normalt kaldet iuniores. Hærens øverste officerer – herunder øverstkommanderende, konsulerne – blev alle valgt årligt på Folkeforsamlingen. Kun equites (medlemmer af den romerske kavaleri) kunne vælges til højtstående stillinger (som officerer). Iuniores fra de højeste sociale klasser (equites og første klasse af borgere) udgjorde legionens kavaleri, mens de andre klasser udgjorde legionens infanteri. Proletarii (dem med en formue under 400 drakmer) kunne ikke gøre tjeneste i legionen og blev tildelt flåden som roere. Ældre, vagabonder, frigivne, slaver og dømte blev udelukket fra hæren, undtagen i nødsituationer.
Legionernes kavaleri gennemgik også en forandring, sandsynligvis omkring 300 f.Kr. og fremefter. Fra den tidlige hærs lette, ubepansrede kavaleri udviklede det sig til en tung styrke med metaludrustning (bronzekyrasser og senere ringbrynjer). I modsætning til en længe fastholdt opfattelse, var den Romerske Republiks kavaleri en yderst effektiv styrke, der generelt sejrede mod stærke fjendtlige kavaleristyrker (både galliske og græske), indtil den blev afgørende slået af den karthagiske general Hannibals kavaleri under den Anden Puniske Krig. Dette skyldtes Hannibals større operationelle fleksibilitet på grund af hans numidiske lette kavaleri.
Den polybiske hærs operationer kan inddeles i tre overordnede faser i dens eksistenstid: 
1. Kampen for hegemoni over Italien, særligt mod samnitterne under de samnitiske krige (338-264 f.Kr.)
2. kampen mod Karthago om hegemoni i det vestlige Middelhav under de puniske krige (særligt mellem 264-201 f.Kr.)
3. Kampen mod de hellenistiske (græske) monarkier for kontrollen over det østlige Middelhav (201-91 f.Kr.).

I den tidligere fase af den polybiske hær var dens normale størrelse (inklusive allierede) i omegnen af 40.000 mænd (to konsulære hære på ca. 20.000 mand hver). I den sene periode, hvor lange erobringskrige blev efterfulgt af permanent militær besættelse af oversøiske provinser, ændrede hærens karakter sig nødvendigvis. Fra at være en midlertidig styrke baseret udelukkende på kortvarig værnepligt, blev den til en stående hær.  Værnepligtige, hvis tjeneste i denne periode var begrænset til seks sammenhængende år i henhold til loven, blev suppleret af et stort antal frivillige, der var villige til at tjene i meget længere perioder. Mange af de frivillige kom fra den fattigste samfundsklasse, som indtil den Anden Puniske Krig var blevet udelukket fra tjeneste i legionerne på grund af et minimumskrav i forhold til ejendom. Under krigen havde det ekstreme behov for at mobilisere tropper dog tvunget hæren til at ignorere disse krav, og denne praksis fortsatte herefter. Manipler blev gradvist udfaset som den primære taktiske enhed og erstattet af de større kohorter, der blev brugt af de allierede alae (hjælpetropper til hest). Denne proces var sandsynligvis afsluttet, da Gajus Marius overtog kommandoen i 107 f.Kr. (De såkaldte "Marian-reformer" af hæren, som nogle forskere har antaget fandt sted, ses i dag – af andre forskere – som værende udviklet tidligere og mere gradvis).
I perioden efter Karthagos nederlag i 201 f.Kr. (efter Anden Puniske Krig), kæmpede den romerske hær udelukkende uden for Italien. Det betød, at soldaterne var væk fra deres hjem og jordlodder i mange år ad gangen. De blev dog holdt tilfredse af de store mængder af plyndringer, som de delte efter sejre i de rige østlige områder. Men i Italien førte den stigende koncentration af offentligt land i hænderne på store jordejere, og den deraf følgende fordrivelse af soldaternes familier, hvilket skabte stor uro og krav om omfordeling af jord. Dette blev gennemført med succes, men resulterede i utilfredshed blandt Roms italienske allierede, der som ikke-borgere var udelukket fra omfordelingen. Dette afstedkom masseoprøret hos "socii" (de allierede) og Forbundsfællekrigen (91-88 f.Kr.). Resultatet blev tildeling af romersk statsborgerskab til alle italienere og afslutningen på den polybiske hærs dobbelte struktur: "alae" (allieret kavaleri) blev afskaffet, og "socii" blev rekrutteret direkte ind i legionerne.

## Den kejserlige romerske hær (30 f.Kr. – 284 e.Kr.)
Under Augustus (r. 30 f.Kr. – 14 e.Kr.) blev legionerne – som tidligere havde bestået af ca. 5.000 tunge infanterisoldater, der kun var rekrutteret blandt de romerske statsborgere – transformeret fra et blandet korps af værnepligtige og frivillige, der i gennemsnit tjente 10 år, til enheder af frivillige langtidsprofessionelle, der aftjente en standardperiode på 25 år (værnepligten var kun dekreteret i nødstilfælde). I det senere 1. århundrede blev størrelsen af en legions første kohorte fordoblet, hvilket øgede legionernes størrelse til ca. 5.500.

## Senromersk hær/østromersk hær (284-641)
Den senromerske hær er en betegnelse, der bruges til at betegne det romerske kejserriges militære styrker fra kejser Diocletians (r. 284–305) tiltrædelse og indtil kejserrigets endelige opdeling i det Østromerske Rige og Vestromerske Rige i 395. Nogle årtier herefter brød den vestlige hær sammen, som følge af det Vestromerske Riges kollaps. Den østromerske hær forblev derimod intakt og stort set uændret, indtil den blev omorganiseret efter themaer og omdannet til den byzantinske hær i det 7. århundrede. Begrebet senromerske hær bruges ofte også til at omfatte den østromerske hær.
Principatets hær gennemgik en betydelig transformation, som et resultat af det kaotiske 3. århundrede . I modsætning til Principate-hæren var hæren i det 4. århundrede stærkt afhængig af værnepligten, og dens soldater var dårligere aflønnet end i det 2. århundrede. Barbarer uden for imperiet forsynede sandsynligvis en langt større del af den sene hærs rekrutter end i hæren i 1. og 2. århundrede.

## Komnensk byzantinsk hær (1081-1204)
Den komnenske periode markerede en genfødsel af den byzantinske hær. I begyndelsen af den komnenske periode i 1081 var det byzantinske riges territorie blevet reduceret betragteligt i størrelse. Imperiets så på dette tidspunkt ind i dystre tider, efter en lang periode med borgerkrig, hvor imperiet var blevet økonomisk ødelagt og omgivet af fjender.
Ved begyndelsen af den komnenske periode blev den byzantinske hær reduceret til en skygge af sit tidligere jeg: i løbet af det 11. århundrede havde årtier med fred og forsømmelse reduceret de gamle tematiske styrker, og Slaget ved Manzikert i 1071 havde ødelagt den professionelle tagmata, som havde været kernen i den byzantinske hær. Både ved Manzikert og senere ved Dyrrhachium blev enheder – der kunne spore deres slægtskab tilbage til den senromerske hær – udslettet, og det efterfølgende tab af Lilleasien fratog riget dets vigtigste rekrutteringsområde. På Balkan blev riget samtidig udsat for invasioner af det normanniske kongerige Sicilien og af Pecheneg-angreb på tværs af Donau.
I 1097 talte den byzantinske hær i alt omkring 70.000 mand. Ved Manuel Komnenos' død i 1180 – hvis hyppige felttog havde været af stor skala – var hæren sandsynligvis betydeligt større. Under Alexios I's regeringstid talte felthæren omkring 20.000 mand, hvilket blev øget til omkring 30.000 mand under Johannes II's regeringstid. 

## Palaiologiske Byzantinske Hær (1261-1453)
Den palaiologiske hær refererer til det Byzantinske Riges militære styrker fra slutningen af det 13. århundrede til dets endelige sammenbrud i midten af det 15. århundrede – under Palaiologoi-huset. Hæren var en direkte videreudvikling af styrkerne fra den nikæiske hær, som i sig selv var den fragmenteret rest af den formidable komnenske hær. Under den første Palaiologan-kejser, Michael VIII, antog hæren en mere offensiv rolle, mens imperiets flådestyrker – som var blevet svækket siden Andronikos I Komnenos' tid – blev styrket til at omfatte tusinder af dygtige søfolk og omkring 80 skibe. På grund af manglen på jord til at støtte hæren, var riget afhængig af at benytte store mængder af lejesoldater.